# Alphitonia macrocarpa
Alphitonia macrocarpa är en brakvedsväxtart som beskrevs av Mansfield. Alphitonia macrocarpa ingår i släktet Alphitonia och familjen brakvedsväxter. Inga underarter finns listade i Catalogue of Life.